# Oda de Canterbury
Oda de Canterbury (Ànglia de l'Est?, c. 880 - 2 de juny de 958), dit també Oda el Bó o Oda el Sever, fou un religiós anglès de família danesa, 22è arquebisbe de Canterbury. És venerat com a sant per l'Església Catòlica i l'anglicanisme.

## Biografia
Va néixer probablement a Ànglia de l'Est, de pares danesos vinguts a Anglaterra cap al 865. Va esdevenir monjo benedictí a l'abadia francesa de Fleury-sur-Loire. El 927 fou nomenat bisbe de Ramsbury, i el 937 era al costat del rei Etelstan a la batalla de Brunanburgh. També va contribuir al retorn a França del nebot d'Etelstan, que es convertiria en Lluís IV.
El 942 fou investit arquebisbe de Canterbury. Intervingué amb encert en els afers religiosos i polítics. Va intervenir en els regnats d'Edmund el Magnífic, el seu germà Edred, i els seus fills Eduí el Bell i Edgard el Pacífic influint a la formulació del cos legislatiu del regne. En l'administració religiosa, va ampliar la catedral de Canterbury, va crear una diòcesi separada per a l'Ànglia de l'Est i va donar suport a les reformes monàstiques de sant Dunstà a Glastonbury.
Va morir el 2 de juny del 958. Va adquirir fama de preocupat pels necessitats i se li atribuïren alguns miracles. Fou canonitzat i la seva festivitat se celebra el 4 de juliol, i en alguns llocs el 2 de juny.